# Strophoconus
Strophoconus es un género de foraminífero bentónico de estatus incierto, aunque considerado un sinónimo posterior de Virgulina y en consecuencia de Fursenkoina de la familia Fursenkoinidae, de la superfamilia Fursenkoinoidea, del suborden Buliminina y del orden Buliminida. Su especie tipo es Strophoconus cribosus. Su rango cronoestratigráfico abarca el Holoceno.

## Discusión
Clasificaciones previas incluían Strophoconus en el suborden Rotaliina del orden Rotaliida.

## Clasificación
Strophoconus incluye a las siguientes especies:
- Strophoconus africanus
- Strophoconus arcticus
- Strophoconus auricula
- Strophoconus bulligerum
- Strophoconus cepa
- Strophoconus cribosus
- Strophoconus efflorescens
- Strophoconus falcatus
- Strophoconus flosculus
- Strophoconus fundicola
- Strophoconus gemma
- Strophoconus gibbus
- Strophoconus gracilis
- Strophoconus graecus
- Strophoconus hemprichii
- Strophoconus hyperboreus
- Strophoconus leptoderina
- Strophoconus ovum
- Strophoconus polymorphus
- Strophoconus spicula
- Strophoconus spiroloculina

En Anomalina se ha considerado el siguiente subgénero:
- Strophoconus (Grammostomum), también considerado como género Grammostomum y aceptado como Bolivina